# Philydor
Genre
Le genre Philydor regroupe neuf espèces de passereaux appartenant à la famille des Furnariidae.

## Liste des espèces
D'après la classification de référence du Congrès ornithologique international (ordre phylogénique) :
- Anabate d'Alagoas — Philydor novaesi
- Anabate à tête noire — Philydor atricapillus
- Anabate flamboyant — Philydor pyrrhodes